# Daniel López
Daniel Guadalupe López Valdez (ur. 14 marca 2000 w Los Mochis) – meksykański piłkarz występujący na pozycji napastnika, od 2025 roku zawodnik Querétaro.